# Prickgräsfly
Prickgräsfly, Leucania obsoleta, är en fjärilsart som beskrevs av Jacob Hübner 1803. Prickgräsfly ingår i släktet Leucania och familjen nattflyn, Noctuidae. Arten  har livskraftiga, LC, populationer i både Sverige och Finland. Inga underarter finns listade i Catalogue of Life.

## Bildgalleri

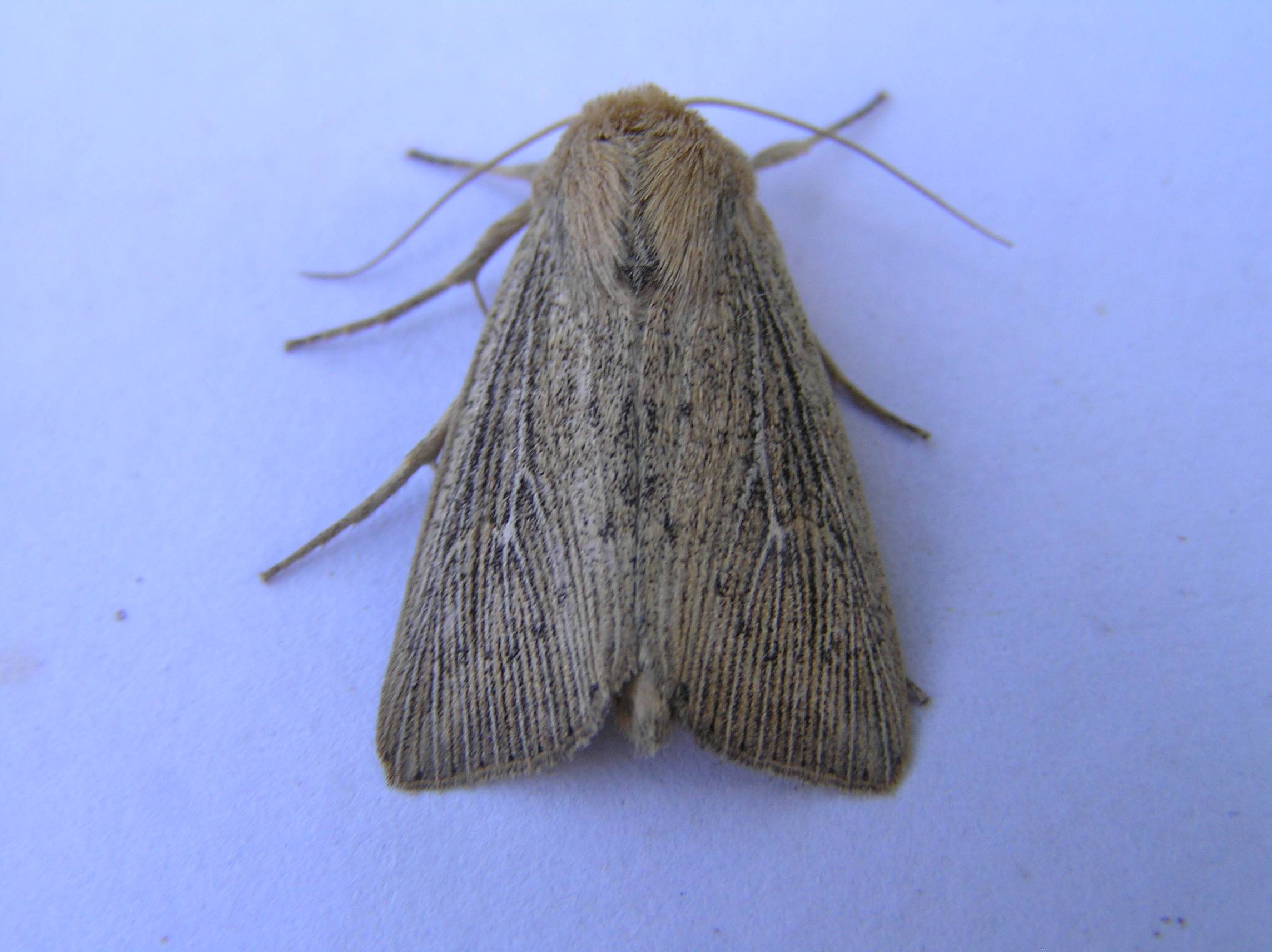
Imago fjäril
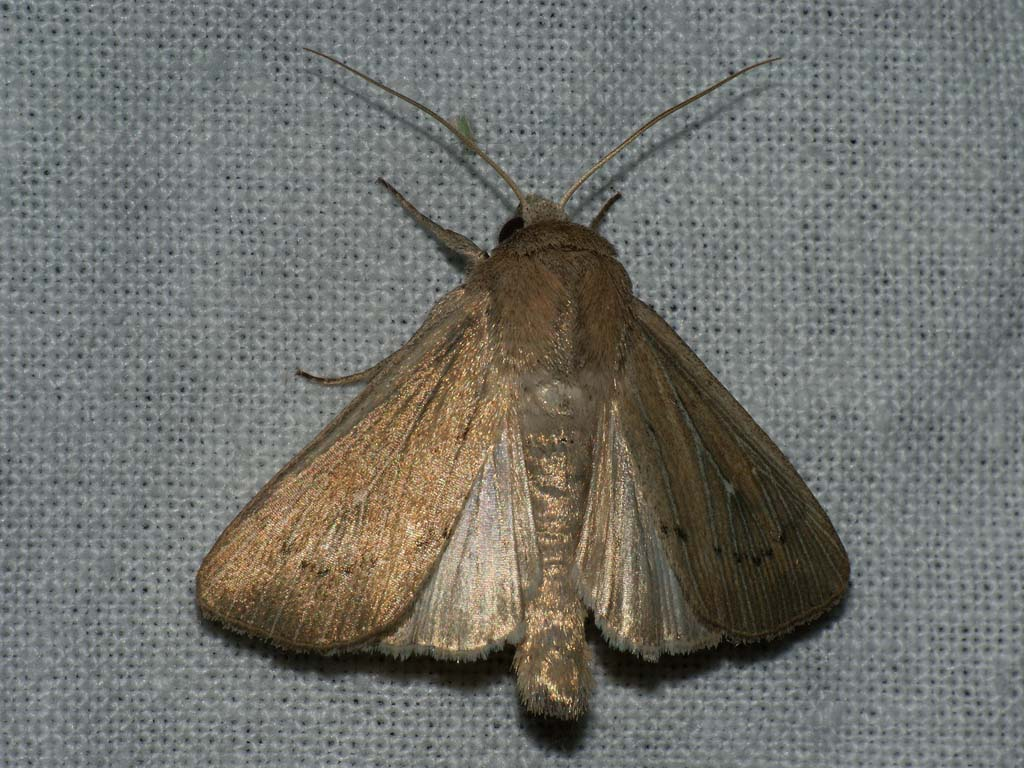
Imago fjäril med utbredda vingar
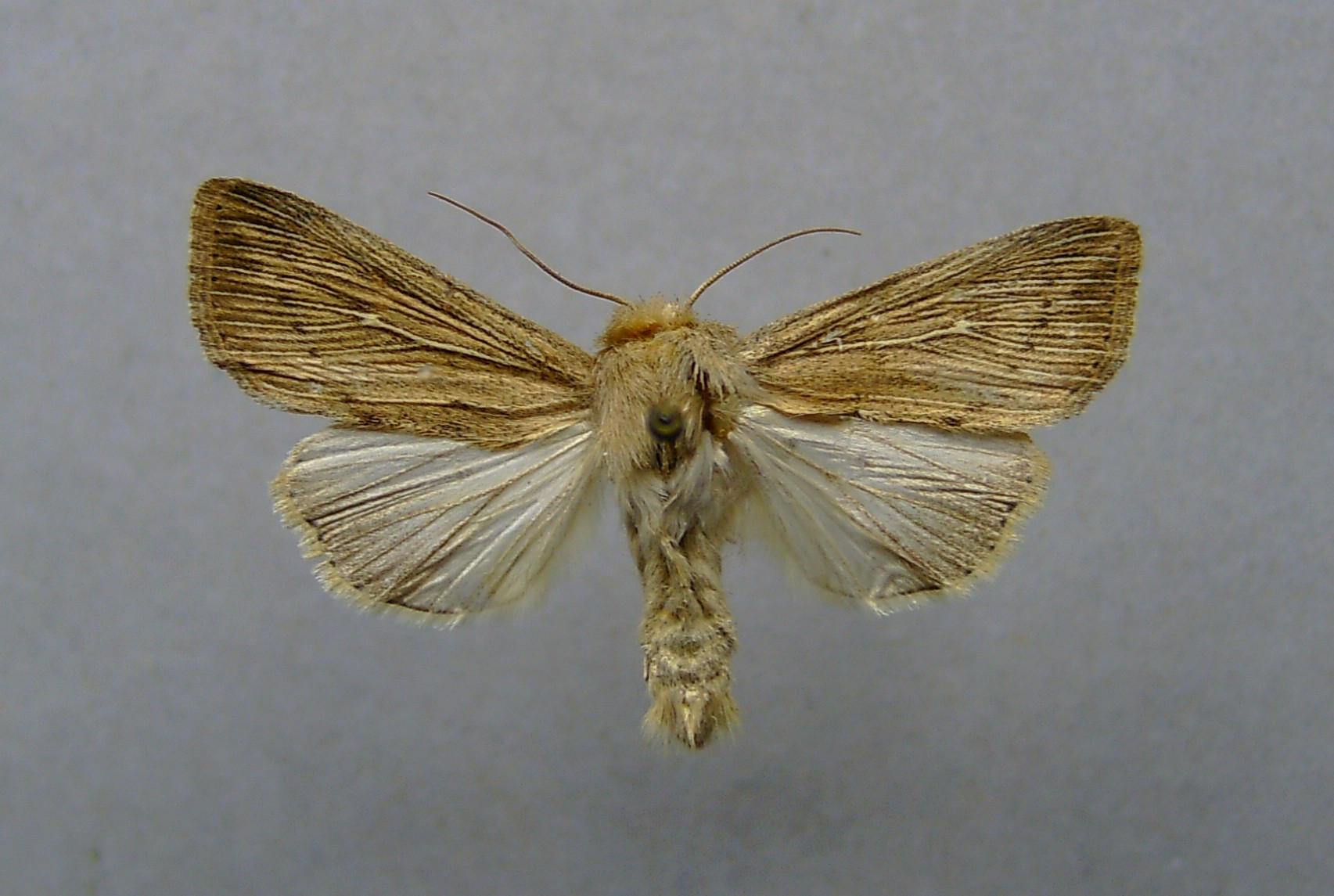
Preparerad (uppnålad) imago fjäril